# روبرتو آکونیا
روبرتو آکونیا (انگلیسی: Roberto Acuña؛ زادهٔ ۲۵ مارس ۱۹۷۲) یک بازیکن فوتبال اهل پاراگوئه است.
از باشگاه‌هایی که در آن بازی کرده‌است می‌توان به بوکاجونیورز، ساراگوسا، دپورتیوو لاکرونیا و الچه اشاره کرد.
وی همچنین در تیم ملی فوتبال پاراگوئه بازی کرده، در سه دورهٔ جام جهانی ۱۹۹۸، ۲۰۰۲ و ۲۰۰۶ به میدان رفته و در چهار دورهٔ کوپا آمریکا ۱۹۹۳، ۱۹۹۵، ۱۹۹۷ و ۱۹۹۹ از اعضای این تیم بوده است.